# Dinastia Esracimir
A Casa de Esracimir (em búlgaro:  Срацимировци), também Esratsimir ou Stratsimir, foi uma dinastia medieval búlgara que reinou sobre o Segundo Império Búlgaro, o Czarado de Vidin, o Principado de Valona e Kanina e o Despotado de Lovech. Pelo lado paterno, ela descende da dinastia Asen e, pelo materno, dos Sismanes.

## Principais membros
- Esracimir

- João Alexandre da Bulgária (r. 1331 – 1371)

- co-imperador Miguel Asen IV da Bulgária (n. c. 1322, co-imperador 1332-1355)
- João Esracimir da Bulgária (n. 1324/1325, r. 1356-1397 em Vidin)

- Rainha Doroteia da Bósnia
- Constantino II da Bulgária (n. no início da década 1370, r. 1397-1422 em Vidin e no exílio)

- João Sismanes da Bulgária (n. 1350/1351, r. 1371-1395 em Tarnovo)

- José II de Constantinopla (Patriarca de Constantinopla, 1416-1439)
- Fruzhin (m. c. 1460)

- João Comneno Asen (1332‐1363)

- Alexandre Comneno Asen (1363–1372)
- Comnena (1372‐1395)

- Helena da Bulgária (1332‐1356)